# Mogorosi
Mogorosi è un villaggio del Botswana situato nel distretto Centrale, sottodistretto di Serowe Palapye. Il villaggio, secondo il censimento del 2011, conta 2.716 abitanti.

## Località
Nel territorio del villaggio sono presenti le seguenti 10 località:
- Khubu-la-Bapedi di 21 abitanti,
- Lesie,
- Lesoko di 64 abitanti,
- Maroleng di 24 abitanti,
- Maumo,
- Mmapote di 36 abitanti,
- Moleejane di 11 abitanti,
- Moripane di 1 abitante,
- Nkgalo di 4 abitanti,
- Semolale di 4 abitanti